# 3651 Friedman
3651 Friedman је астероид главног астероидног појаса са средњом удаљеношћу од Сунца која износи 2,378 астрономских јединица (АЈ).
Апсолутна магнитуда астероида је 13,4.